# Rune (nome)
Rune  è un nome proprio di persona danese, svedese e norvegese maschile.

## Varianti
- Femminili: Runa[3]

## Origine e diffusione
Continua l'antico nome norreno Rúni, basato sul termine rún, che vuol dire "storia segreta", "runa"; in origine, era probabilmente un ipocoristico di altri nomi comincianti con tale elemento, come Runolv; lo stesso elemento si trova inoltre anche nei nomi Runar, Gudrun, Heidrun e Sigrun.
Il nome ha avuto un picco di popolarità dopo il 1950, specialmente in Norvegia.

## Onomastico
Si tratta di un nome adespota, cioè che non ha santo patrono. L'onomastico si può festeggiare il 1º novembre, giorno di Ognissanti.

## Persone
- Rune Almenning Jarstein, calciatore norvegese
- Rune Bolseth, calciatore norvegese
- Rune Lange, calciatore norvegese
- Rune Skarsfjord, calciatore e allenatore di calcio norvegese
- Rune Velta, saltatore con gli sci norvegese